# Колцу-П'єтрій
Колцу-П'єтрій (рум. Colțu Pietrii) — село у повіті Бузеу в Румунії. Входить до складу комуни Сіріу.
Село розташоване на відстані 115 км на північ від Бухареста, 55 км на північний захід від Бузеу, 136 км на захід від Галаца, 56 км на схід від Брашова.

## Населення
За даними перепису населення 2002 року у селі проживали 750 осіб, усі — румуни. Усі жителі села рідною мовою назвали румунську.